# De bende van Jan De Wilde
De bende van Jan De Wilde is het vijfde album van de Belgische zanger Jan De Wilde uit 1987.

## Tracklist
1. Anneke Weemaes
2. De bende van
3. Communisten
4. Aaigem
5. De Westvlaamsche Leeuw
6. Otomobiel
7. Bij het gebulder
8. Dag, Meneer De Wilde
9. Sint-Maarten
10. Zussen
11. De luie naald
12. Poolijskap
13. Na Nieuwjaar

## Meewerkende muzikanten
- Producer:
  - Jean Blaute
- Muzikanten:
  - Jan De Wilde (gitaar, banjo, elektrische gitaar, folkgitaar, harmonica, luit, ocarina, ukelele, zang)
  - Jean Blaute (gitaar, orgel, claves, elektrische gitaar, elektronisch orgel, Hammond, synthesizer, tamboerijn, piano)
  - Jean-Louis Rassinfosse (contrabas)
  - Kevin Mulligan (elektrische gitaar, folkgitaar, slidegitaar, steelguitar)
  - Oswin Catteeuw (accordeon)
  - Pietro Lacirignola (tenorsaxofoon)
  - Marc Bonne (drums, grote trom)